# Valdemar Ludvigsen
Hans Valdemar Ludvigsen (født 20. september 1861 i Frederiksberg, død 11. februar 1939 i Hellerup) var dansk generalkonsul og batterifabrikant. Han grundlagede batterifabrikken Hellesens i 1887 i samarbejde med Wilhelm Hellesen.
I 1986 blev Hellesens solgt til Duracell, som siden videreførte batteriet under dets oprindelige navn.
Valdemar Ludvigsen er begravet ved Esbønderup Kirke.